# Rynek (województwo mazowieckie)
Rynek – wieś sołecka w Polsce położona w województwie mazowieckim, w powiecie ostrowskim, w gminie Wąsewo.
| SIMC    | Nazwa    | Rodzaj    |
| ------- | -------- | --------- |
| 1057634 | Dąbrówka | część wsi |
| 1057670 | Kantor   | część wsi |
| 1057692 | Na Placu | część wsi |

Wieś szlachecka położona była w drugiej połowie XVI wieku w powiecie ostrowskim ziemi nurskiej. W latach 1975–1998 miejscowość położona była w województwie ostrołęckim.
W 1939 stacjonowała tu 51 eskadra rozpoznawcza z lotnictwa Samodzielnej Grupy Operacyjnej „Narew”.
Wierni Kościoła rzymskokatolickiego należą do parafii św. Anny w Jelonkach.